# Laichinger Eichberg
Das Naturschutzgebiet Laichinger Eichberg liegt auf dem Gebiet der Stadt Laichingen in Baden-Württemberg.

## Kenndaten
Das Gebiet wurde durch Verordnung des Regierungspräsidiums Tübingen vom 1. März 1996 als Naturschutzgebiet unter der Schutzgebietsnummer 4266 ausgewiesen. Der CDDA-Code lautet 164327 und entspricht der WDPA-ID.

## Lage
Das aus vier Teilbereichen bestehende Schutzgebiet liegt rund 1000 Meter nördlich der Stadt. Es wird vom Landschaftsschutzgebiet Laichingen nahezu vollständig umschlossen und gehört außerdem zum FFH-Gebiet Kuppenalb bei Laichingen und Lonetal. Das Schutzgebiet liegt im Naturraum 094-Mittlere Kuppenalb innerhalb der naturräumlichen Haupteinheit 09-Schwäbische Alb.

## Schutzzweck
Wesentlicher Schutzzweck ist laut Schutzgebietsverordnung die Erhaltung der Kalkmagerweiden mit eingestreuten, extensiv genutzten Wiesen als Zufluchtsort für zahlreiche licht- und wärmeliebende Tier- und Pflanzenarten, die in unserer heutigen Landschaft kaum noch Lebensraum finden.
Schutzzweck ist insbesondere:
- Schutz und Erhalt des auf stark beweideten Flächen vorhandenen Enzian‑Schillergrasrasens (Gentiano-Koelerietum) und der frühlingsenzianreichen Halbtrockenrasen (Gentiano vernae‑Brometum) im Verbund mit anderen Magerrasen auf der Laichinger Alb;
- Schutz und Erhalt der Flächen als Habitat der artenreichen und bedrohten Pflanzen- und Tiergemeinschaften der Magerrasen- und Heideflächen sowie der extensiv genutzten Wiesen, die im Verbund mit Feldgehölzen und Hecken für seltene Vogelarten, wie z. B. Dorngrasmücke, Rebhuhn und Neuntöter, einen idealen Brut- und Lebensraum bilden;
- Schutz der Heideflächen vor Umbruch, Aufforstung und Nutzungsintensivierung;
- Schutz der landschaftsprägenden Schönheit und Eigenart dieses Gebietes, das im Naturraum eine Besonderheit darstellt und als Relikt der früheren Wirtschaftsweise von hohem landeskulturellen Wert ist;
- Erhalt der Funktion als Erholungsraum mit hohem Erlebniswert;
- Erhalt der Schürfgruben als landeskulturelle sowie der Doline als erdgeschichtliche Denkmale.